# Inkvisition

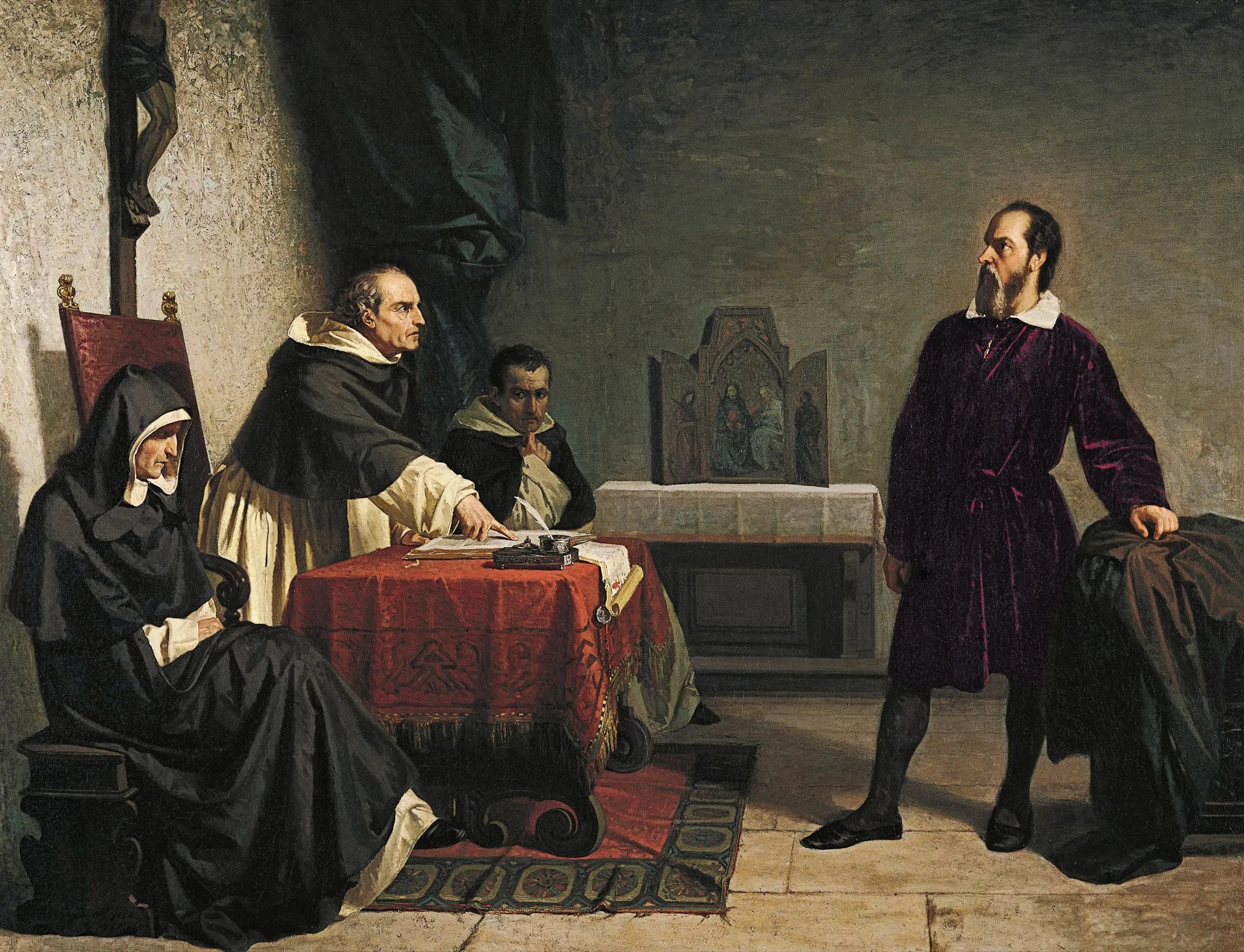
Galilei inför den romerska inkvisitionen 1633, som här leds av en dominikanmunk

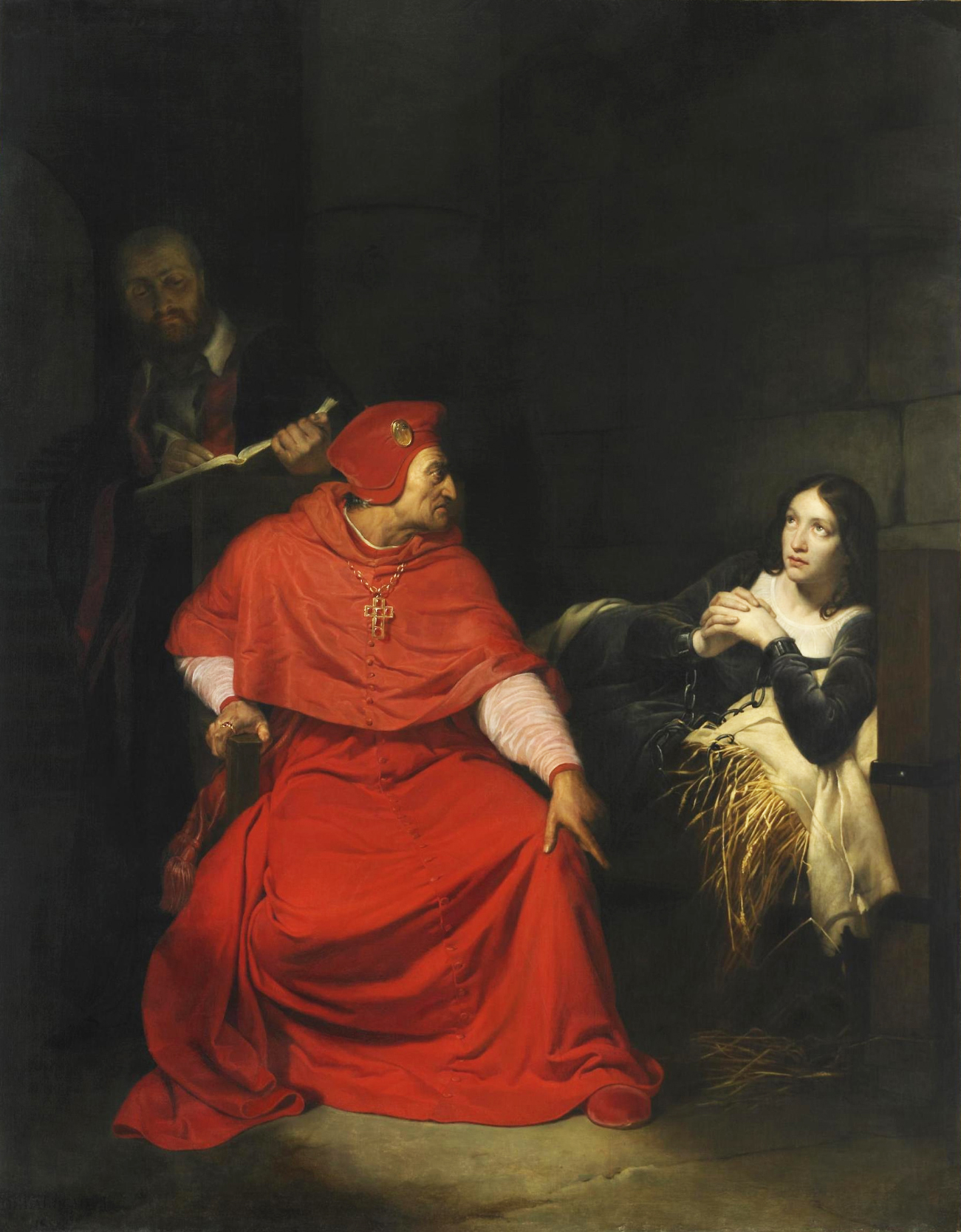
Det senare franska helgonet Jeanne d'Arc hos inkvisitionen 1431.

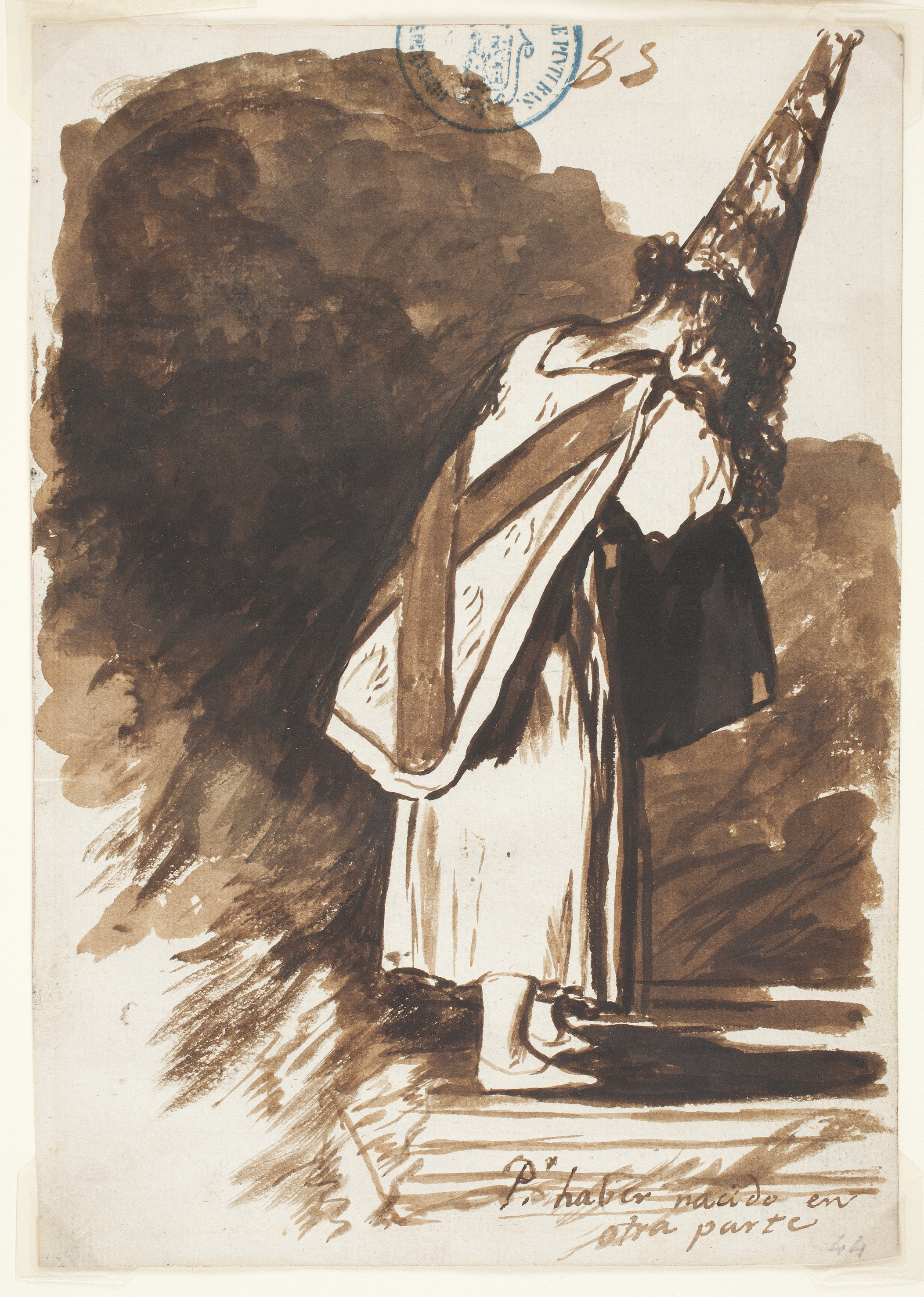
Por haber nacido en otra parte (För att ha fötts på en annan plats) av Francisco Goya från perioden 1814-1823. Tuschteckningen är ett exempel på de folkliga föreställningar som länge omgett inkvisitionen.

Inkvisition (latin från ordet Inquisitio, "undersökning"), är ett processrättsligt förfarande då en domstol iakttar ett inkvisitoriskt system.
Vanligen avses främst en romersk-katolsk domstol eller myndighet med uppgift att bedöma och bekämpa irrläror. Det har funnits:
1. en medeltida inkvisition först under ledning av den enskilde stiftsbiskopen och från och med 1230-talet delvis under romerskt överinseende
2. den spanska inkvisitionen under ledning av den spanska kronan (grundad 1478)
3. den portugisiska inkvisitionen, som liknade den spanska (grundad 1536)
4. den romerska inkvisitionen, från och med Paulus III (1542), vilken idag verkar under annat namn (se Troskongregationen).

I dag används inkvisition som nedsättande benämning för rättegångar utan vederbörlig hänsyn för idag gängse rättsprinciper. Jämför häxjakt.

## Historik

### Bakgrund
I västerlandet fick inkvisitionen en särskild utformning cirka 1231. Uppkomsten av rörelser som katarerna (albigenserna) och valdenserna fick påven Gregorius IX att upprätta en organisation för att undersöka deras utbredning.
Efter misslyckandet med de olika biskopliga inkvisitionerna under 1100-talet lät Gregorius IX sammanställa ett regelverk för inkvisitionens förfarande. Som inkvisitorer i detta nya system verkade företrädesvis dominikaner: dessa var skolade teologer med vana vid såväl resor som teologiska debatter. Samtidigt var de tiggarmunkar och därmed, ansågs det, mindre benägna att frestas av världsliga belöningar. En process byggde på en utredning varefter friande eller fällande domen avkunnades högtidligt (autodafé – trons handling), och eventuellt straff verkställdes. Till de vanliga straffen hörde böter, ålagda böner och perioder av botgöring samt kortare fängelsestraff. Dödsstraff verkställdes av den världsliga makten.
Inkvisitionsprocesserna utvecklades snart oberoende av de kanoniska reglerna. I stället tog man fram särskilda traktater och juridiska handböcker för att reglera processerna. En av de mera kända, Practica Inquisitionis, skrevs av inkvisitorn i Toulouse, Bernard Gui.

### Tidiga år
Inkvisitionen inleddes med en inledande uppmaning till vittnen och brottslingar att träda fram, den så kallade generalinkvisitionen. Från 1251 blev det en plikt att ange de misstänkta, och förutom plikten att ange fanns det fler oförsonliga drag, som accepterandet av anonyma anklagelser, bruket av tortyr från 1252, förbudet mot att den anklagade fick försvarare, och allt detta ledde till missbruk och excesser. Den som då bekände och ångrade sina brott dömdes vanligen endast till botgöring eller lindrigare straff, varpå de upptogs i kyrkan på nytt. För sådana misstänkta som därvid inte trätt fram vidtog specialinkvisitionen. De fängslades och förhördes, inte sällan under tortyr.
Från och med denna tid fanns två inkvisitionsdomstolar vid sidan av varanda: biskopens och den särskilt förordnade inkvisitorns. Deras förfaringssätt var väsentligen likartat, men tiggarmunkarnas särskilda kommissioner framträdde mer. Under loppet av 1200-talet nådde de en maktställning så stark att alla myndigheter måste böja sig och ställa sig till deras förfogande. Inte ens de högsta ämbetsmännen vid själva kurian kunde undandra sig dem eller rädda ett någon annan undan dem.
Den som bekände fick straff av varierande grad, upp till livstids fängelse. Dödsstraffet var främst förbehållet de som vägrade bekänna eller återföll i brott.

### Angivelser
Inkvisitorerna utvecklade färdigheter i att mot löfte om nåd locka människor att bli angivare. Det hörde inte till ovanligheterna att föräldrar anklagade sina barn, barn sina föräldrar och vänner sina vänner. De lät sig lockas till angivelser genom inkvisitorernas predikningar och skrämdes av hot från inkvisitorns "assistenter". Under skyddet av kommissionens privilegier spionerade assistenterna på folket, och deras inflytande stegrades när Innocentius III gav inkvisitorerna makt att absolvera sina assistenter om de ställdes inför de lagliga domstolarna. Oskyldiga levnadsvanor kunde väcka misstankar, så även missförstådda yttranden eller tillfälliga handlingar. Man förföljde inte bara sekterister som höll särskild gudstjänst eller höll sig borta från den allmänna gudstjänsten – det var snarare en huvuduppgift för inkvisitorerna och deras spårhundar att spana upp hemliga kättare som till det yttre förhöll sig korrekt, men i hemlighet hyste kätterska tankar eller yppade dem för sina förtrogna vänner.

### Falska anklagelser
Med tanke på att många angavs oskyldigt för sådant de inte alls gjorde och då de vägrade bekänna sin skuld, blev det många oskyldigt avrättade. Bland de mest kända offren fanns Jan Hus samt Jeanne d'Arc, som blev bränd på bål den 30 maj 1431. Albigenserna eller katarerna bekämpades med ett regelrätt korståg, tills de utrotades.
Tempelherreorden utplånades i sin helhet med hjälp av falska anklagelser. Större delen av orden i Frankrike fängslades på order av Vatikanen fredagen den 13 oktober 1307 och avrättades. Den siste stormästaren Jacques de Molay brändes tillsammans med Geoffrey de Charney på bål den 18 mars 1314. Med stöd av olika anklagelser (bland annat för heresi, avgudadyrkan och homosexualitet) och genom tortyr frampressade falska bekännelser lyckades kungen få påven Clemens V att den 22 mars 1312 upplösa orden i bannbullan Vox in excelso.  
Apostlabröderna förbjöds av katolska kyrkan vid Andra Lyonkonciliet 1274. Påven Honorius IV la fram ett kraftigt fördömande av orden 1286, detta fördömande förnyades år 1290 av Nicholas IV. Kyrkan bedrev en omfattande förföljelse av rörelsen och år 1294 brändes fyra medlemmar på bål. Segarelli dömdes till livstids fängelse och tvingades sex år senare, år 1300, att erkänna heresi och brändes på bål i Parma den 18 juli samma år. Under 1300-talet gick kyrkan hårt fram mot heretiska beginer, vilket ledde till urskillningslösa förföljelser av rörelsen. Marguerite Porete som var begin dömdes som skyldig till kätteri och brändes på bål 1310. 
Konrad av Marburg blev 1227 av påven Gregorius IX till inkvisitor i Tyskland med förnyat uppdrag 1232, och anklagade och avrättade en rad tyska furstar som kättare. 1233 mördades han av medlemmar ur tyska adeln som fått nog av hans framfart. Han helgonförklarades kort efteråt av påven. Man kan fråga hur kriteriet för ett helgon, den som anses ha levt i särskilt djup gudsgemenskap är passande just i detta fall. Girolamo Savonarola blev bränd på bål  22 maj 1498.

### Senare århundraden
Giordano Bruno blev bränd på bål den 17 februari 1600, på Piazza Campo dei Fiori, anklagad för att hysa åsikter som stred mot den katolska läran och för att tala mot denna och dess ämbetsmän.  Galileo Galilei blev ställd inför domstol 1633 och dömdes till husarrest för resten av sitt liv. 
I Portugal och Spanien, där inkvisitionen inleddes senare, centraliserades den från första början under en storinkvisitor utnämnd av kronan. Inkvisitionen var här verksam till 1821 respektive 1834. Den spanska inkvisitionen har anklagats för att under vissa perioder ha gått den politiska maktens ärenden snarare än kyrkans och därvid liknats vid säkerhetspolisen i moderna stater. Inte minst framhålls dess roll i samband med fördrivningen av muslimer och judar från Spanien i slutet av 1400-talet. Även jesuitordens grundare, Ignatius Loyola blev fängslad flera gånger 1520–1530.
Den romerska inkvisitionen omorganiserades 1542, 1908 och 1965. Den bär numera namnet "Kongregationen för trosläran" (se Troskongregationen)

## Spanska inkvisitionen
Den spanska inkvisitionen är en av de mest beryktade och var mest omfattande under ledning av storinkvisitorn Tomás de Torquemada 1483-98. Myter och legender om den är vanliga, varav många hade sitt ursprung i det protestantiska Europa. Den spanska inkvisitionen, inrättad 1483, var till skillnad från den italienska, som var direkt underställd påven, istället under kungamakten.
Drottning Isabella och hennes make Ferdinand såg till att en tredjedel av dessa dödades under tortyr, en tredjedel omvändes till katoliker och ett stort antal flydde landet. Som följd av utvisningen och dödandet av det judiska folket i Spanien gick landet tillbaka ekonomiskt, kulturellt och intellektuellt under en viss period. Den moriska perioden på halvön var framstående i vetenskap, språk, konst och kultur, särskilt märkbart i Spaniens södra delar, i Andalusien. Betydande resultat uppnåddes inom matematik, geografi, poesi och medicin genom teologen Ibn Rushd och mystikern Ibn 'Arabi fick stor betydelse för skolastiker i det medeltida Europa. 
Emigrationen gick huvudsakligen till Portugal där judarna utsattes för ny inkvisitionsvåg från 1497 samt till Marocko.
Det råder olika uppfattningar om antalet domar, avrättningar och antalet torterade. Den katolska sidan vill tona ner antalet döda medan den protestantiska sidan vill höja antalet dömda och avrättade. Det är för den delen ovisst hur många domar som avkunnats eftersom många dokument kan ha avsiktligt förstörts, medan en del rättsmaterial försvunnit under tidernas lopp. Vatikanens arkiv, där den allra mesta informationen är samlad, är stängt. Carlo Ginzburg har berättat om sina fåfänga försök att få tillgång till det historiska materialet från Vatikanens arkiv.  
Modern forskning räknar med att den spanska inkvisitionen under åren 1478-1834 avkunnade mellan 3000 och 5000 dödsdomar, andra forskare uppger cirka 16 000 döda medan dåtida författare anger andra siffror: Isaac Abravanel som levde 1437-1508 anger siffran 300 000 och Juan de Mariana, spansk jesuit och historieskrivare som levde 1536-1624, anger den eventuellt överdrivna siffran  800 000.
Det handlade dock om en enorm mängd rättegångar och dömda till andra straff. 
Under perioden 1560-1610, då spanska motreformationen gick till angrepp mot judar, muslimer, protestanter och andra oliktänkande, rannsakades omkring 28.000 personer, men endast 637 personer avrättades. Senare utgjorde de dödsdömda ungefär en procent av de rannsakade.

### Filmografi
- Richard Bennet f.d. katolsk präst och författaren Micheal de Semlyn talar om den katolska inkvisationen fram till modern tid "Catholic Inquisition and The Torture Tools"